# ARC Europe
ARC Europe es una asociación formada por los principales clubes nacionales automovilísticos de Europa, creada para dar a sus socios, asistencia en carretera en todo el continente. Cada club automovilístico, da cobertura a los asociados en su respectivo país.
Aparte de los 8 miembros fundadores, la asociación tiene acuerdos con numerosos clubes automovilísticos de otros países de Europa que se encuentran afiliados a esta agrupación. ARC Europe cuenta en la actualidad con más de 35 clubes asociados que prestan asistencia en toda Europa. 

## Miembros fundacionales
ARC Transistance - precursora de la actual ARC Europe desde el 1 de enero de 2009 - fue fundada en 1991 por los 8 mayores clubes automovilísticos de Europa:
- AA (Reino Unido)
- ACI (Italia)
- ADAC (Alemania)
- ANWB (Holanda)
- ÖAMTC (Austria)
- RACE (España)
- TCB (Bélgica)
- TCS (Suiza)

Otros clubes afiliados son ACP (Portugal), ACAFA (Francia), FDM (Dinamarca), PZM (Polonia), UAMK (Chequia), AMZS (Eslovenia), HAK (Croacia), AMCC (Serbia), EANA (Grecia), ACR (Rumania) o NAF (Noruega) entre otros que prestan asistencia en sus respectivos países.